# Onoz (Jura)
Onoz é uma comuna francesa na região administrativa de Borgonha-Franco-Condado, no departamento de Jura. Estende-se por uma área de 14,85 km². Em 2010 a comuna tinha 75 habitantes (densidade: 5,1 hab./km²).